# Gustaf Torshell

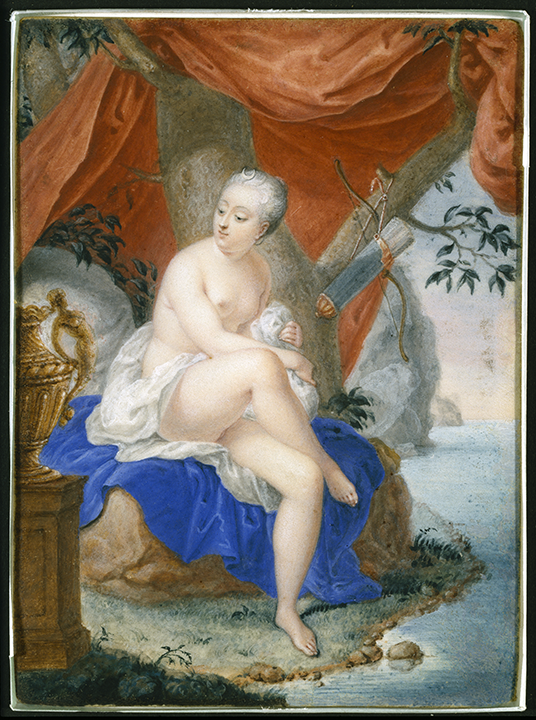
Grevinnan Hedvig Taube som Diana, målad av Gustaf Torshell

Gustaf Torshell, född 1681 i Stockholm, död där den 1 mars 1744, var en svensk konstnär och gravör. 

## Biografi
Torshell studerade under flera år från 1708 medaljgravyr för Arvid Karlsteen i Stockholm under utbildningstiden fick han även handledning i miniatyrmålning och etsning. Han föreslogs att efterträda illuministen Georg Zirl vid fortifikationen 1711 och han tillträdde tjänsten 1712. Befattningen illuminist innebar att han enligt fastställd instruktion bland annat skulle undervisa ungdomen i teckning och ritning. År 1715 blev Torshell påtänkt som myntgravör vid riksbanken eftersom den dåvarande gravören Arvid Karlsteen på grund av försvagad syn inte kunde sköta sitt arbete. Karlsteen hävdade emellertid att han kunde fullfölja sina uppdrag och att Torshells kunskaper i myntgravyr var bristfälliga. Torshell fick konfirmationsfullmakt som löjtnant vid fortifikationen 1717 och samma år utnämndes han till ritmästare för hovets pager. Från 1743 blev han på grund av sjukdom oförmögen att upprätthålla tjänsten vid fortifikationen. 

## Verk
Det finns inga kända medaljer framställda av Torshell. De medaljer som eventuellt framställdes under hans lärotid blev signerade av Karlsteen, men det finns några gjutna porträtt i tenn som i ingick i Nischers medaljsamling. Man har antagit att han är upphovsman till porträttet av Karl XII på markmynten som präglades 1708–1710, eftersom framställningen av porträttet avviker från de verk som producerades av myntgravörerna vid myntverket, Benedikt Westman och Karlsteen. Torshell har därmed antagits vara den ende möjlige kandidaten till framställningen. Bland Torshells andra arbeten finns några porträtt utförda i punktmaner på stålspegel samt vinjettbilden med en gammal man som planterar träd till Vetenskapsakademiens första publikation 1738, samt ett förslag till en minnesvård över ätten Torstensson. Torshell utförde miniatyrporträtt i det något kritaktiga gouachemaner, som tillhör målningar av denna art från 1700-talets förra hälft, samt dessutom åtskilliga smärre tavlor. 

## Representation
Torshell finns representerad vid bland annat Nationalmuseum i Stockholm och Ateneum i Helsingfors.

## Familj
Han var från 1722 gift med änkan Sara Catharina van Muyden (född von Egmond).